# 栗木達介
栗木 達介（くりき たつすけ、1943年11月20日 - 2013年10月12日）は日本の陶芸家。
愛知県瀬戸市出身。京都市立美術大学卒業。大学卒業後は瀬戸で作陶を続けていたが、1983年京都市立芸術大学美術部専任講師となり、京都に移転。1986年に助教授、1993年に教授。2007年退官。朝日陶芸展大賞受賞3回。「現代陶芸の鬼才」と呼ばれた。

## 受賞
- 朝日陶芸展大賞（1969年、1971年、1977年）
- 日展特選（1977年、1984年）
- 日本陶磁協会賞（1978年）
- 愛知県芸術文化選奨（1979年）
- MOA岡田茂吉賞工芸大賞（2000年）
- 京都美術文化賞（2002年）